# Fort Fizzle
Pour la bataille de la guerre de Sécession, voir Bataille de fort Fizzle.
Guerre des Nez-Percés
Batailles
Guerre des Nez-Percés :
- White Bird Canyon
- Camp de Looking Glass
- Cottonwood
- Clearwater
- Fort Fizzle
- Big Hole
- Camas Meadows
- Yellowstone (en)
- Canyon Creek
- Cow Creek (en)
- Bear Paw

Fort Fizzle (littéralement « Fort Fiasco ») était une barricade militaire temporaire érigée en juillet 1877 pour intercepter les Amérindiens Nez-Percés dans leur fuite de l'Idaho vers la vallée de la Bitterroot au Montana via le col Lolo.

## Contexte
Pour un article plus général, voir Guerre des Nez-Percés.
Au milieu des années 1870, le gouvernement des États-Unis tente de contraindre les Nez-Percés à s'installer dans une réserve. Plusieurs groupes refusent de se soumettre aux termes d'un traité signé en 1863 par quelques chefs ne représentant pas l'ensemble de la tribu. Une série d'événements conduit alors à un conflit connu sous le nom de guerre des Nez-Percés.
Contraints d'abandonner leur village après l'attaque de l'armée américaine à la bataille de la Clearwater les 11 et 12 juillet, les Nez-Percés hostiles aux États-Unis se dirigent vers Kamiah au nord et traversent la Middle Fork de la Clearwater. Le 15 juillet, les chefs nez-percés tiennent conseil près de la ville actuelle de Weippe afin de décider de la suite de leurs actions. Bien qu'ils soient unanimes sur le fait que suivre la piste Lolo jusque dans la vallée de la Bitterroot dans le Montana soit la meilleure façon d'échapper à la poursuite du général Howard, ils sont divisés quant à leur objectif final. Chef Joseph souhaite à terme retourner dans la vallée de la Wallowa ; White Bird suggère de fuir au Canada tandis que Looking Glass insiste fortement pour que la tribu continue sa marche jusque dans les plaines à bisons où ils pourront se joindre à leurs amis les Crows. Finalement, les partisans de Looking Glass l'emportent et les autres chefs acceptent de se ranger à son idée.
Pendant que la colonne principale des Nez-Percés progresse le long de la piste Lolo, Looking Glass conduit une partie des guerriers attaquer et saccager la sous-agence de Kamiah, incendiant des propriétés et volant plusieurs centaines de chevaux aux Nez-Percés signataires du traité de 1863. Après cette attaque, Howard décide d'attendre des renforts avant de lancer une opération de grande ampleur et ce n'est que le 30 juillet qu'il se lance à leur poursuite,. Comme le Montana vers lequel se dirigent les Nez-Percés se trouve hors de sa juridiction, Howard a pris soin d'avertir par télégraphe le brigadier général Alfred H. Terry, commandant du département du Dakota, de la venue probable des Amérindiens hostiles dans son secteur. N'ayant pas anticipé la possibilité d'une extension de la campagne des Nez-Percés dans son département, Terry ne dispose à proximité de Missoula que de deux compagnies du 7e régiment d'infanterie (en) sous les ordres du capitaine Charles C. Rawn.
Le 18 juillet, Rawn envoie le lieutenant Francis Woodbridge avec quatre hommes à cheval reconnaître le secteur afin d'y déceler la présence des Amérindiens. Trois jours plus tard, étant toujours sans nouvelle de Woodbridge, Rawn dépêche le lieutenant Charles A. Coolidge avec un soldat et quelques civils volontaires pour partir à sa recherche. Ils le retrouvent le lendemain, en train de revenir, n'ayant aperçu aucun Nez-Percé hostile. Le même jour, un métis nommé Jim Simonds les informe de l'arrivée des Nez-Percés dans le Montana. La nouvelle se propage rapidement et la consternation s'installe parmi les colons de la vallée de la Bitterroot. Le 25 juillet, Rawn conduit environ 35 soldats et une cinquantaine de civils volontaires en amont de la piste Lolo, en un endroit du canyon de Lolo Creek qu'il estime le plus facilement défendable, entre les Amérindiens et la vallée de la Bitterroot. Rawn y fait creuser des tranchées et élever des parapets faits de rondins de bois.

## Description des retranchements

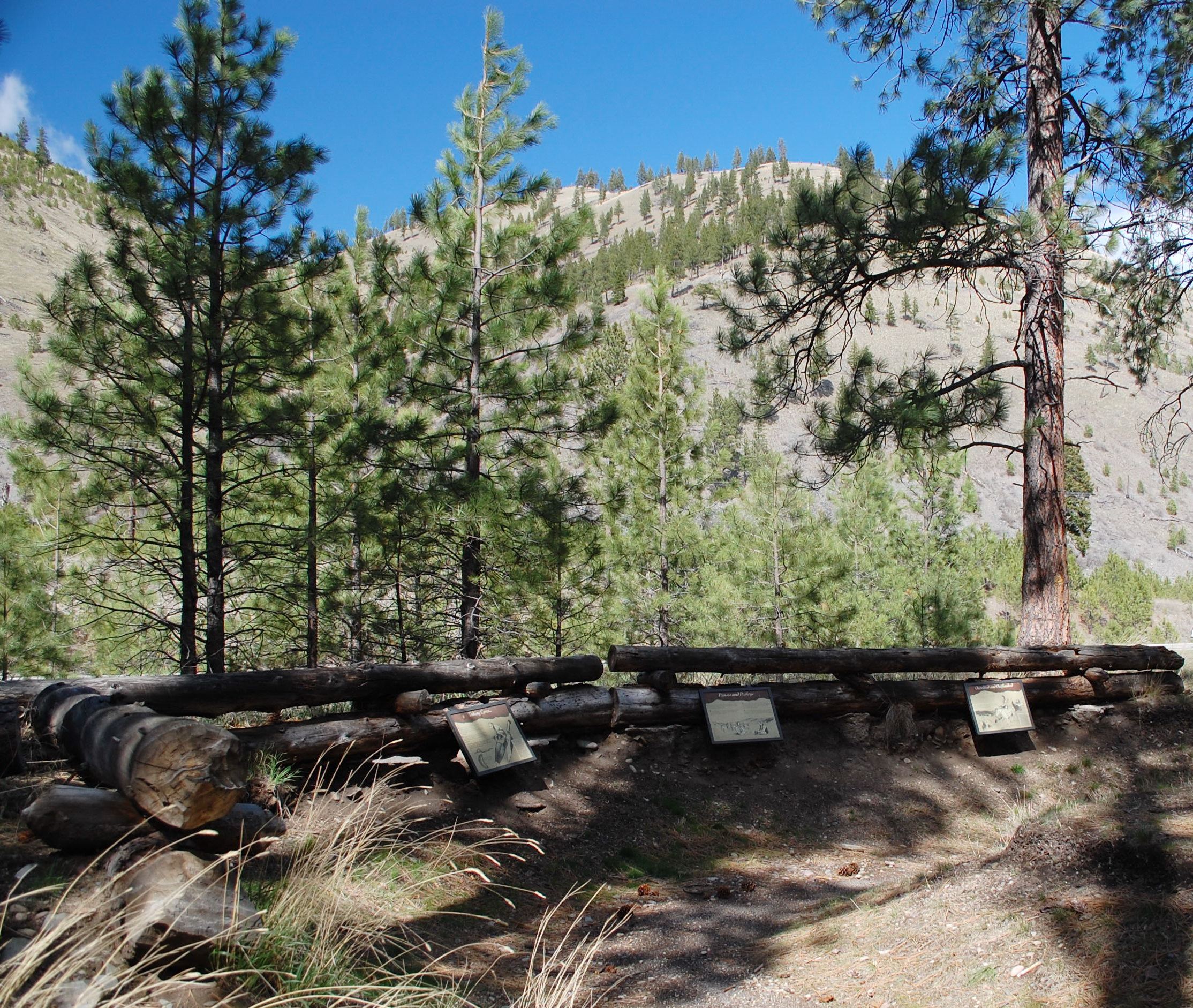
Reconstruction d'une partie des barricades érigées par les soldats et volontaires américains pour prévenir le passage des Nez-Percés.

Bien que plus tard surnommé « Fort Fizzle », les retranchements des soldats et volontaires ne constituent pas un fort à proprement parler. Ils sont constitués de parapets en rondins de bois disposés horizontalement : un arbre était abattu puis un autre était placé dessus, avec une branche entre les deux laissant l'espace pour un fusil, tandis qu'une tranchée était creusée en arrière. Quelques trous de tirailleurs ont également été creusés plus en hauteur et à l'arrière des barricades.
Bien que la fortification paraisse suffisamment solide pour faire face à une attaque venant de l'ouest, elle était vulnérable à des tirs en enfilade venant des hauteurs de chaque côté.

## Passage des Nez-Percés
En arrivant dans le Montana, les Nez-Percés pensent que les habitants ne leur sont pas hostiles. Looking Glass affirme qu'il ne veut combattre ni les civils, ni les militaires de ce côté du col Lolo parce qu'ils ne sont pas ceux qui les ont combattus dans l'Idaho. Pour beaucoup d'entre eux, les habitants du Montana et ceux de l'Idaho forment des entités distinctes qui n'ont rien à voir les unes avec les autres.
Le 26 juillet, le gouverneur Benjamin Franklin Potts arrive à Missoula et visite Rawn et ses retranchements. Il précise que « ce serait de la folie […] d'attaquer sans une force adéquate ». Dans l'après-midi, le capitaine Rawn rencontre les chefs Looking Glass et White Bird lors d'un conseil et leur demande d'abandonner leurs armes et leurs chevaux. En l'absence d'une décision claire de la part des Nez-Percés, les deux parties acceptent de se rencontrer de nouveau le lendemain. Le 27, Rawn accompagné de Potts et soutenu par une centaine d'hommes armés s'approche du lieu de rendez-vous. Ils rencontrent Looking Glass qui leur propose qu'en échange de leur permission de poursuivre dans la vallée de la Bitterroot sans encombre, les Nez-Percés abandonneront leurs munitions mais par leurs armes ; proposition que Rawn refuse. Finalement, Looking Glass dit à Rawn qu'il doit consulter son peuple et qu'il l'informera le lendemain matin de la décision. Apprenant les intentions pacifiques des Nez-Percés, de nombreux civils volontaires abandonnent les retranchements pour rentrer chez eux, laissant Rawn avec seulement ses trente réguliers, une trentaine de volontaires et 21 Flatheads menés par le chef Charlo.
Le lendemain matin, les soldats et volontaires restés dans leurs retranchements s'attendent à ce que les Nez-Percés les attaquent en force. En réalité, ces derniers ont entrepris l'ascension de la crête opposée avec toute leur famille, leurs chevaux et leur équipement, hors de la vue de Rawn, puis ont retrouvé le canyon de Lolo Creek quelques kilomètres en aval de Fort Fizzle avant de poursuivre dans la vallée de la Bitterroot. Dérouté par cette manœuvre, Rawn fait placer ses hommes en formation de tirailleur à travers le canyon et avance dans la direction prise par les Amérindiens,. Arrivés dans la vallée de la Bitterroot, les volontaires restants quittent Rawn et remontent la vallée, approchant prudemment du campement nez-percé. Lorsque Looking Glass se présente à eux, il leur professe son amitié et leur promet de traverser la vallée en paix ; offre que les volontaires acceptent.